# Đorđe Pantić
Đorđe Pantić (ur. 27 stycznia 1980 w Belgradzie) – serbski piłkarz, występujący na pozycji bramkarza.